# Cycas sundaica
Cycas sundaica är en kärlväxtart som beskrevs av Kenneth D. Hill och A. Lindtsr.. Cycas sundaica ingår i släktet Cycas, och familjen Cycadaceae. Inga underarter finns listade i Catalogue of Life.